# Škrat Kuzma
Škrat Kuzma je literarni lik Svetlane Makarovič. Gozdni škrat Kuzma nastopa v treh njenih delih: Škrat Kuzma dobi nagrado, Šuško in gozdni dan in Kuzma, trinajsti škrat.

## Vsebina pravljic
Škrat Kuzma dobi nagrado
Škrat Kuzma nagaja vsem gozdnim živalim. Na srečanju škratov vsak pove kakšno potegavščino je ušpičil tisti mesec. Kuzma pove, da je ukradel jajca iz ptičjega gnezda in jih podtaknil drugim pticam. Za svojo potegavščino dobi nagrado in sicer šopek čarobnih rdečih jagod, v kateremu jagod nikoli ne zmanjka.  Vse to sliši sraka, ki odhiti vse povedat ostalim gozdnim živalim, ki ugotovijo, da je za vse njihove težave kriv prav Kuzma. Odločijo se maščevati škratu, zato mu ukradejo čarobni šopek. Kuzma jezno išče svoj šopek in ga najde pri gozdnih živalih. Povedo mu, da je grdo krasti in nagajati drugim. Kuzma od jeze pozeleni.
Šuško in gozdni dan
V knjigi Šuško in gozdni dan je Kuzma že starejši. Vse gozdne živali so sprte med seboj. Šuško ugotovi, da je za to kriv prav Kuzma, saj je v živali pihnil oranžen dim iz svoje pipe, ki je med živali vnesel jezo, sovraštvo in zamerljivost. To je storil, ker so se živali norčevale iz njega, da smrdi, ker se ne umiva. Šuško se je potožil drobni mravljici, ki se je skupaj z ostalimi mravljami zagnala na Kuzmo. Začele so ga pikati in gristi, Kuzma je v bolečinah prosil za pomoč Šuška. Škrat mu je moral obljubiti, da ne bo več razdiral mravljišč, da bo pobotal sprte živali in da se bo umival. V živali je pihnil oblaček sinje modrega dima in živali so se ponovno razumele. Kuzmi so se opravičile zaradi norčevanja, on pa jim je obljubil da se bo umival. Vsi skupaj pa so priznali, da ni lepo ko se drugi norčujejo iz tebe.

## Predstavitev literarnega lika
Škrat Kuzma ima torej take lastnosti, kot jih pripisujemo večini škratov. Je nagajiv, malce zloben, rad ponagaja drugim. Z ostalimi škrati vsak mesec tekmuje za škratovščino meseca. Gozdni škrat Kuzma povzroča težave ostalim prebivalcem gozda. Veverici je skril lešnike, ježu je z ilovico  zadelal vhod v votlino, sraki je pomešal jajca, razdiral je mravljišča in počel še veliko drugih nevšečnosti. Ko so ga živali odkrile se je počutil osramočenega, bil pa je tudi jezen, ker so mu zaradi maščevanja ukradle čarobni šopek. Tako je vedel kako so se počutile ostale živali, katerim je on kradel in jim nagajal. Tudi, ko so se živali norčevale iz njega, je bil jezen in nesrečen. Na koncu je spoznal, da se mora tudi sam poboljšati.